# Daniel Craig
Daniel Wroughton Craig (Chester, Inglaterra, 2 de marzo de 1968), conocido como Daniel Craig, es un actor británico de cine, teatro y televisión.
Debe su notoriedad especialmente por ser el sexto actor en encarnar en el cine al personaje de James Bond del escritor Ian Fleming, en las adaptaciones oficiales de las películas producidas por Eon Productions: Casino Royale (2006), Quantum of Solace (2008), Skyfall (2012), Spectre (2015) y Sin tiempo para morir (2021). El papel de Bond lo ha elevado a nivel de estrella internacional: a pesar de que inicialmente fue recibido con escepticismo por los seguidores más fieles a Bond, se ha convertido en uno de los actores más aclamados, cuya interpretación hasta le ha válido a una nominación al premio BAFTA, convirtiéndose en uno de los actores con más ganancias de la industria cinematográfica.
Reconocido por sus papeles en películas de acción y aventuras, Craig es instruido en la compañía británica National Youth Theatre y se gradúa en la Guildhall School of Music and Drama, de música e interpretación de Londres, donde inició su carrera en el escenario. Debutó en el cine con The Power of One (1992) y años más tarde atrajo la atención de la industria cinematográfica internacional al intervenir en películas como Lara Croft: Tomb Raider (2001), Road to Perdition (2002), Layer Cake (2004), Múnich (2005), Defiance (2008) o The Girl with the Dragon Tattoo (2011).
Daniel Craig ha sido elegido en diversas ocasiones como uno de los hombres mejor vestidos. Una de las escenas de Craig en la película Casino Royale, donde él aparece saliendo del mar usando un traje de baño, le sirvió para etiquetarlo como un hombre símbolo sexual de la década.
En cuanto a sus honorarios, la revista Men's Vogue publicó que Craig era una de las celebridades británicas con mejor sueldo, y que seguía en ascendencia y que encabeza el Top 5 de la lista de los actores mejor pagados de Hollywood.

## Biografía

### Primeros años
Nació el 2 de marzo de 1968 en el número 41 de Liverpool Road, en la ciudad de Chester, del condado de Cheshire, en Inglaterra. Su madre, Carol Olivia Williams, era una profesora de arte, y su padre, Timothy John Wroughton Craig, era el propietario de los pubs «Ring O' Bells» en Frodsham y el «Boot Inn» en Tarporley, ambos en el distrito de Cheshire, que sirvió en la marina mercante como guardiamarina. Y tiene una hermana mayor nacida en 1965 llamada Lea Craig.
Los padres de Craig eran de ascendencia galesa y francesa. El ministro Daniel Chamier y Sir William Burnaby están entre sus antepasados.
El segundo nombre de Craig, Wroughton, proviene de su retatarabuela llamada Grace Matilda Wroughton.
Los abuelos de Craig son veteranos de la Segunda Guerra Mundial, uno en la Fuerza Aérea Real que batalló en Siberia, y otro en Alemania.
Los padres de Craig se divorciaron en el año 1972, cuando él tenía la edad de cuatro años, quedando al cuidado de su hermana Lea. Ambos vivieron con su madre en la ciudad de Liverpool, donde se trasladaron tras el divorcio.

### Estudios
Criado en la península de Wirral, al noroeste de Inglaterra.
Craig asistió a la Frodsham Church of England Primary School de Frodsham y a la Holy Trinity Primary School de Hoylake, en el condado de Merseyside.
Más tarde, asistió a la Hilbre High School en West Kirby, Merseyside. Al terminar su educación secundaria obligatoria a la edad de 16 años en la escuela de secundaria Hilbre, se matriculó en Calday Grange Grammar School, situada en Caldy Hill de la ciudad de West Kirby y jugó rugby en el equipo Hoylake Rugby Club.
Craig comenzó a actuar en obras de teatro escolares a la edad de seis años, en Frodsham debutó con la obra Oliver!, ya que su interés por la actuación estuvo fuertemente motivada por las visitas que hacía a su madre en el Everyman Theatre del centro de Liverpool. Su madre fue su impulso en sus aspiraciones artísticas.
A la edad de 16, Craig fue admitido tras una audición en el National Youth Theatre, por lo que dejó la escuela Calday, y se trasladó a Londres, donde trabajó a tiempo parcial en restaurantes para financiar su formación.
Más tarde, después de múltiples intentos de audición en escuelas de teatro, fue aceptado en la Guildhall School of Music and Drama en el Barbican Centre, Londres, donde se graduó en la Licenciatura en Artes en 1991 después de tres años de estudio bajo las lecciones del actor Colin McCormack.
Durante su estancia en la escuela Guildhall en 1988 compartió aula con el actor escocés Ewan Mcgregor.

### Vida personal
Sostiene que, aunque interpreta papeles de tipos duros, él se considera lo contrario, tras trabajar en bares y haber sido testigo de peleas, afirma que «prefiero el amor antes que la guerra».
En 1992, Craig se casó con la actriz Fiona Loudon, con quien tuvo una hija, Ella Craig Loundon. El matrimonio se divorció en 1994.
Después de su divorcio, mantuvo una relación de siete años con la actriz alemana Heike Makatsch, terminando en 2001. En 2004, la prensa relaciona sentimentalmente a Craig con la supermodelo inglesa Kate Moss, y tras ella, el mismo año, con la actriz Sienna Miller, pero ninguna de estas relaciones fueron declaradas como ciertas por las partes correspondientes.
Posteriormente, mantuvo una relación de cinco años con la productora de cine Satsuki Mitchell, desde 2005 hasta 2010.
Craig y la actriz Rachel Weisz habían sido amigos durante 20 años, y trabajaron juntos en la película Dream House, en cuyo set de rodaje se enamoraron. Comenzaron a salir en diciembre de 2010 y se casaron seis meses después, el 22 de junio de 2011, en una ceremonia privada en la ciudad de Nueva York, con tan solo cuatro invitados, de entre ellos la hija de Craig, que tenía 18 años y el hijo de Weisz, Henry, de 5 años de edad. En abril de 2018, Craig y Weisz anuncian el embarazo de su primera hija en común, que nació el 1 de septiembre de 2018.

### Competencias
En octubre de 2008 Craig pagó 4 millones de libras por un apartamento de edificación antigua en el barrio de Primrose Hill, cerca de Regent Park, en la ciudad de Londres.
También tiene una casa en la localidad de Sunninghill, a las afueras de la ciudad de Ascot.
Simpatizante de la Premier League, del Liverpool Football Club, y del rugby, deporte del que fue jugador en el instituto. Viajó a Australia en el año 2013 para presenciar la British and Irish Lions.
Daniel Craig ha sido elegido en diversas ocasiones como uno de los hombres mejor vestidos. Una de las escenas de Craig en la película Casino Royale, donde él aparece saliendo del mar usando un traje de baño, le sirvió para etiquetarlo como un hombre símbolo sexual de la década.
En cuanto a sus honorarios, la revista Men's Vogue publicó que Craig era una de las celebridades con mejor sueldo británicas, y que seguía en ascendencia y que Craig encabeza el Top 5 de la lista de los actores mejor pagados de Hollywood, junto con Angelina Jolie, Leonardo DiCaprio, Denzel Washington y Will Smith.

Me confundió mucho. La fama y fortuna, por falta de una mejor expresión, son aterradoras. Mi pasado no es de mucho dinero. Y no hay muchas personas a quienes pueda pedirle consejos sobre cómo lidiar con esto.
Daniel Craig, revista Esquire, octubre 2012.

### Filantropía
Daniel Craig escribió su propio apartado en la fundación Broadway Cares/Equity Fights AIDS, durante la recaudación de fondos contra el SIDA el 8 de diciembre de 2009, cuando se anunció que se había recaudado 1.549.953 dólares, tras su puesta en escena en Broadway del drama A Steady Rain.
Está involucrado con varias organizaciones benéficas incluyendo S.A.F.E Kenya, que utiliza el teatro de calle para abordar las cuestiones sociales.
También está involucrado con la Opportunity Network, que proporciona acceso a la educación para los estudiantes de bajos ingresos en Nueva York.
En 2011, colaboró con la actriz Judi Dench para poner de relieve la desigualdad de género para el Día Internacional de la Mujer.
En agosto de 2014, agregó su nombre a una carta a los organismos de radiodifusión británicos que piden una mejor representación de las minorías étnicas.

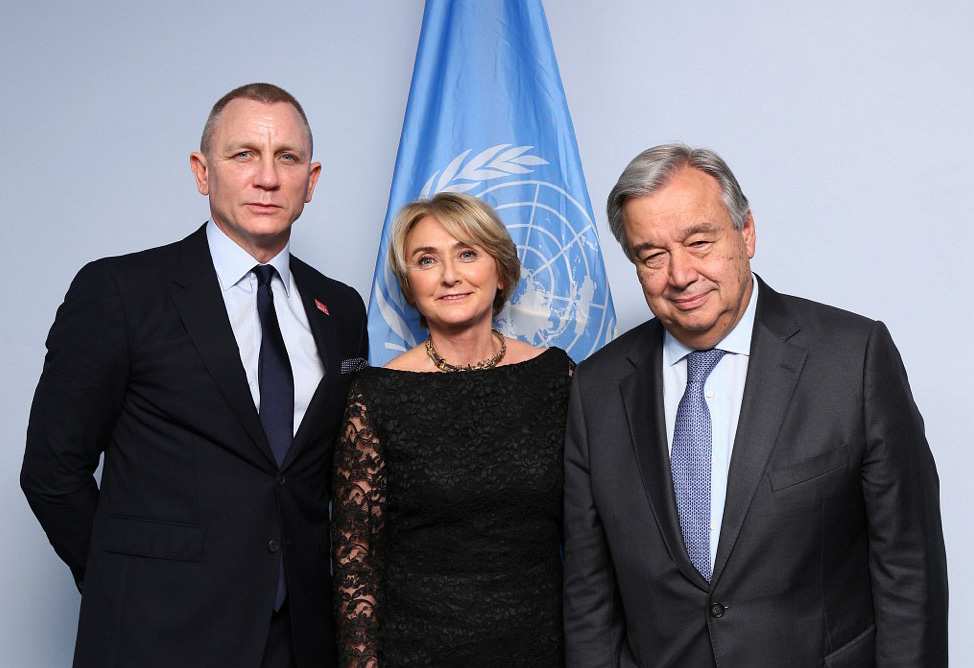
El Secretario General de las Naciones Unidas, António Guterres (derecha), junto con la Directora de la Organización de las Naciones Unidas Agnès Marcaillou (centro) y el Defensor Global de la ONU, Daniel Craig (izquierda) el 18 de octubre de 2017.

En abril de 2015, la Organización de Naciones Unidas nombró a Craig el primer Defensor Global para la eliminación de las minas y los explosivos.
El papel implica aumentar la conciencia para el Servicio de las Naciones Unidas relativas a las Minas (UNMAS), y el apoyo político y financiero a la causa. El Secretario General de la ONU, Ban Ki-moon, le dijo a Craig: «Se le ha dado una licencia para matar, ahora estoy dándole una licencia para salvar».
Craig realizó labores de desminado en Chipre, testigo de la diferencia entre la realidad y la ficción cinematográfica es detonar explosivos y formar parte de un grupo militar; «Tuve la oportunidad de hacer estallar un par de minas antitanque. Estoy acostumbrado, supongo, a estar cerca de las explosiones, pero nada como esto. Cuando uno de estos artefactos estalla, uno entiende no sólo la cantidad de daño que puede provocar potencialmente, sino el terror que desencadena en la gente que está cerca, sabiendo que las minas están ahí esperando silenciosamente a que llegue un objetivo».
En abril de 2018, durante la subasta de caridad de Opportunity Network, Craig incluyó su propio Aston Martin de 2014, cuyas ganancias fueron donadas para apoyar a estudiantes desfavorecidos en sus estudios superiores.

## Trayectoria profesional
Daniel Craig se ha convertido en uno de los actores más conocidos de los que han alcanzado la fama, partiendo de una humilde base teatral británica.

### Sus comienzos
Desde muy joven e impulsado por su madre, quiso explorar su faceta artística, desde los 14 años, ha interpretado papeles en obras como Oliver!, Romeo and Juliet y Cinderella, o como Agamemnon en la obra de Shakespeare Troilus and Cressida.
A la temprana edad de 16, decide fugarse para unirse al National Youth Theatre, y más tarde conseguir una plaza en la Guildhall School of Music and Drama, de Londres, en la que se gradúa en 1991 en la Licenciatura de Artes. Poco a poco logra hacerse camino en la industria del cine con contables apariciones en filmes hasta ir logrando el estrellato. Debuta con The Power of One (1992), y tras la aparición en algunos títulos poco relevantes como Obsession (1997), The Trench (1999), Some Voices (2000), Hotel Splendide (2000), The Mother (2003), Enduring Love (2004), aparece en 1998 en la película Elizabeth protagonizada por Cate Blanchett interpretando a John Ballard, y en 2000 en el filme a mayor gloria de Kim Basinger I Dreamed of Africa.

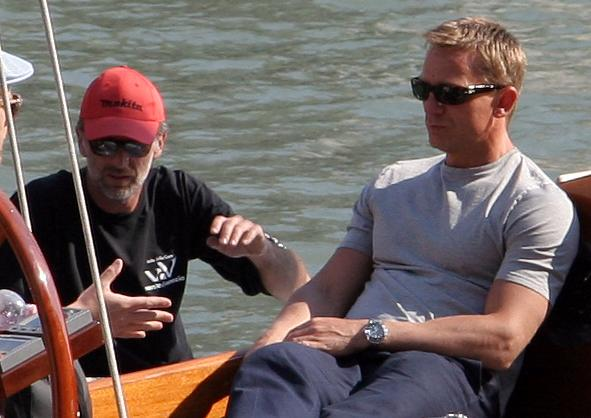
Craig en 2006 en Venecia, durante un descanso en el rodaje de Casino Royale junto al productor Michael G. Wilson.

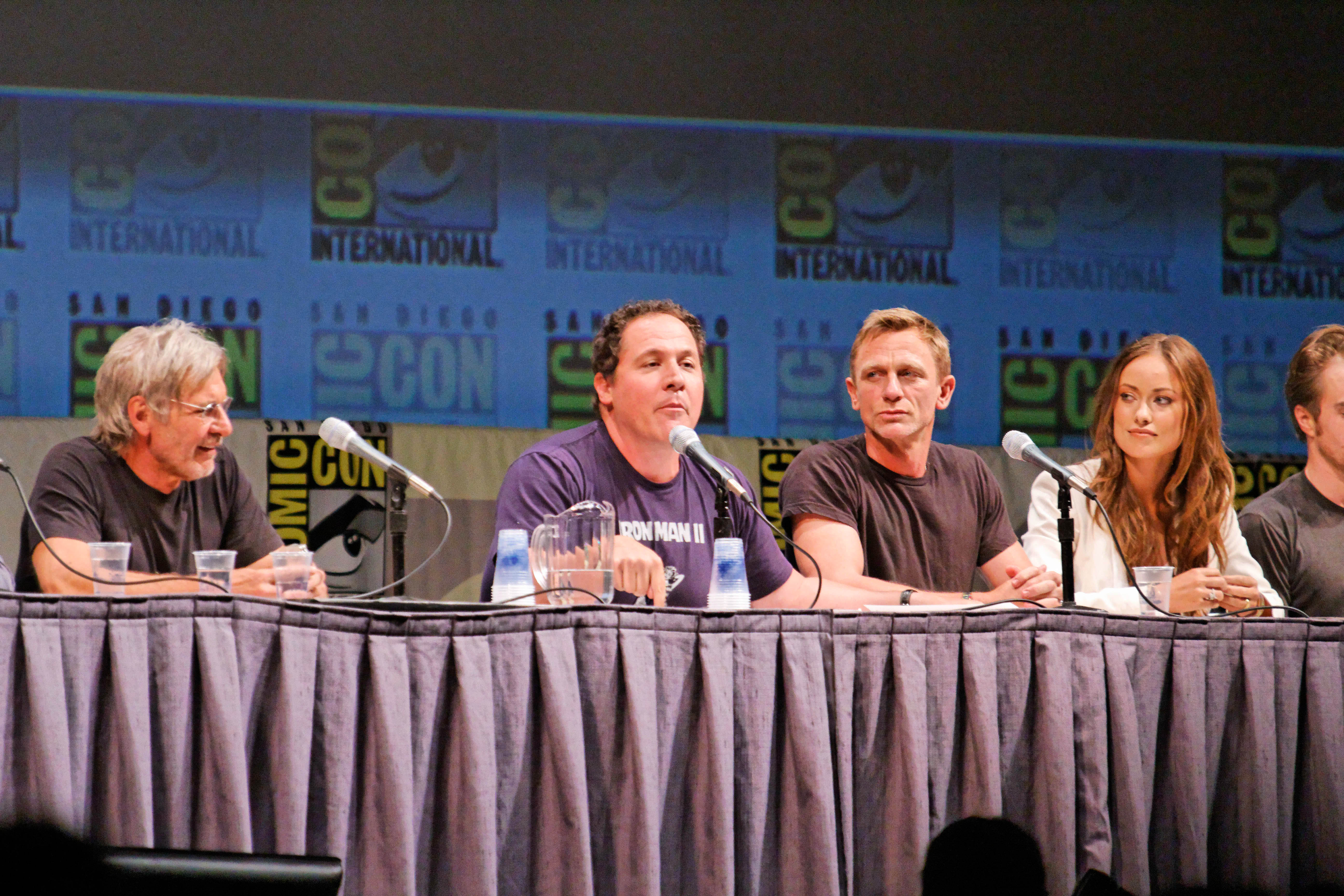
Craig en la presentación de la película Cowboys & Aliens en el Comic-Con de 2010, junto con Olivia Wilde, Harrison Ford y Jon Favreau.

En la pequeña pantalla anglosajona, también interviene en diversas series de televisión y películas para televisión, en papeles secundarios en Sharpe's Eagle (1993), The Young Indiana Jones Chronicles (1993), Tales from the Crypt (1996), The Fortunes and Misfortunes of Moll Flanders (1996), Love Is the Devil: Study for a Portrait of Francis Bacon (1998), película biográfica sobre el pintor Francis Bacon que le valió el premio a la Mejor Actuación Británica en los premios Edinburgh International Film Festival, Copenhagen (2002), o como protagonista en Archangel (2005) y en Our Friends in the North (1996), serie que le dio la fama británica.

### Estrella británica
Se especuló en Hollywood con la posibilidad de llevar al cine una adaptación del videojuego Tomb Raider, y fue el director Simon West el elegido para trasladar el mundo de Lara Croft en la película Lara Croft: Tomb Raider (2001). Protagonizada por Angelina Jolie y filmada en los Pinewood Studios de Inglaterra. Al ser destacada por la prensa la elección de Lara Croft, también lo fue la elección del papel de su compañero Alex West, interpretado por Craig, que tras un largo casting, se impuso, y empezó a ser conocido para el público, llegando con él, el primer papel importante de Craig.
Craig ya no pasaba desapercibido; se especuló con su participación para otras producciones de Hollywood y apareció en Sylvia (2003), de Gwyneth Paltrow interpretando a Ted Hughes y formó parte del reparto de Road to Perdition (2002), donde compartía cartel con Tom Hanks, Jude Law y Paul Newman en la película de Sam Mendes, nominada a seis premios Óscar, obteniendo uno.
Mientras Craig mostraba sus dotes para la versatilidad —tan pronto hacía de tío duro en Layer Cake (2004), nominado como mejor actor en los Premios del Cine Europeo y los Empire británicos por su papel protagonista, como de loco en The Jacket (2005), o de profesor en Enduring Love (2004)— su nombre había entrado en la lista de futuribles candidatos a interpretar al Agente 007: Pierce Brosnan se había dado el finiquito él mismo al negarse a rodar Casino Royale, ya que cuenta la historia de como Bond pasaba a ser agente doble 00, y Brosnan era demasiado mayor para interpretar un papel «tan joven», con lo que también buscaban remodelar al personaje volviéndolo más real, y para ello se debía buscar a un nuevo actor que lo interpretase. Daniel estaba en la lista, pero nadie apostó por él, ya fuese por no reunir las condiciones físicas Bond o porque su interpretación era «oscura».

### Estrella emergente
El director Steven Spielberg decidió convocar a Craig, para interpretar a uno de los miembros del comando del filme Múnich (2005), junto con Eric Bana, antes de ser eclipsado por el rol de Bond. Tras ella rodó Infamous (2005) junto con Toby Jones, Sandra Bullock, Jeff Daniels y Sigourney Weaver, que le valió una nominación a los premios Independent Spirit al Mejor Actor y le hizo interpretar la canción Goldmines In The Sky para la banda sonora de la película.
Al convertirse en el Agente 007, con «licencia para matar» al servicio de su majestad, en la película Casino Royale (2006), Craig consiguió un papel en el que estuvo en el centro de la atención de la crítica especializada y del público. De la mano del director Martin Campbell se visualizó a un James Bond «frío, calculador», pero también «humano, creíble, serio e ingenioso», un «Bond real, capaz de recibir golpes, sufrir heridas y mantener su ego de manera intachable». Aportando un físico y carisma poco vistos en pantalla, hizo que nadie fuera capaz de discutir la elección de los productores. La crítica se rindió ante su interpretación y lo consideraron el mejor Bond de la saga e, incluso, le cayó una nominación, entre otras, al premio BAFTA —algo que ninguno de los actores que han encarnado al personaje, en los 44 años de historia de la franquicia, había conseguido —. Craig con contrato inicial con la productora EON Productions para grabar cinco películas de James Bond, continuó su aventura Bondiana con la segunda entrega titulada Quantum of Solace (2008), la tercera Skyfall (2012), la cuarta Spectre (2015) y la quinta Sin tiempo para morir (2021).
En 2006 pasó a formar parte de la Academia de Artes y Ciencias Cinematográficas.
Cotizando ya como una estrella emergente, el director Edward Zwick seleccionó a Craig para su película sobre la Segunda Guerra Mundial, basada en hechos reales, Defiance (2008). En ella realizó una interpretación del bielorruso Tuvia Bielski, un partisano que organizó un pequeño éxodo tras el conflicto los Partisanos de Bielski (Otriad Bielski) contra los nazis, a través de la región de Lida y Minsk en los bosques bielorrusos durante la Segunda Guerra Mundial. La película se filmó en los bosques de Lituania, en la frontera con Bielorrusia, durante tres meses, en unas condiciones atmosféricas adversas, por lo que Craig afirmó:

We got drunk all the time. There was real vodka being drunk in more than one scene. And I must say, it did help to fight off the cold. We were filming in the middle of a forest in freezing temperatures a long way from our comfy trailers. We were on set 12 hours a day, every day — damp, cold and miserable.
Nos emborrachamos todo el tiempo. Es real que estaba borracho de vodka en más de una escena. Y debo decir, que ayudó a combatir el frío. Estábamos rodando en medio de un bosque con temperaturas de congelación muy lejos de nuestros cómodas caravanas. Estábamos en el set 12 horas al día, todos los días — húmedos, fríos y amargados.
—Daniel Craig, revista Parade, 2009

Iba a dar vida a Lucifer en el metraje I, Lucifer en 2007, junto con Ewan McGregor, pero el proyecto se suspendió, e intervino en las películas The Invasion, la nueva adaptación de Invasion of the Body Snatchers (1956), y The Golden Compass, ambas junto a Nicole Kidman que fueron sendos fracasos de crítica y público. En el primer caso al estudio le desencantó el montaje final del director presentado, por lo que volvieron a rodarse gran parte de las escenas contratando a las Hermanas Wachowski que reescribieron el guion para que James McTeigue dirigiese las nuevas escenas.
Craig finalizó el año 2010 en la lista Top 40 de celebridades de Hollywood con más ingresos a lo largo de 2010 que publicó Vanity Fair, donde ocupó la posición 28 con unas ganancias estimadas en unos 18 millones de dólares por sus películas.

### Estrella internacional
En el año 2011, estrena un total de cuatro películas con rol protagonista y narra un documental de la cadena británica BBC Earth sobre la vida animal en el filme One Life (2011). Interpreta a Jake Lonergan, un vaquero del territorio de Arizona, en la película dirigida por Jon Favreau Cowboys & Aliens (2011), junto con Olivia Wilde y Harrison Ford, un largometraje que apuntaba a ser un blockbuster, pero que defraudó en taquilla. Interpreta a un padre de familia con doble personalidad en el filme de thriller psicológico Dream House (2011), compartiendo protagonismo junto con Rachel Weisz y Naomi Watts. Presta su voz en off y captura de movimiento en la película de animación en 3D The Adventures of Tintin: The Secret of the Unicorn (2011), en el que vuelve a ser dirigido por Spielberg.

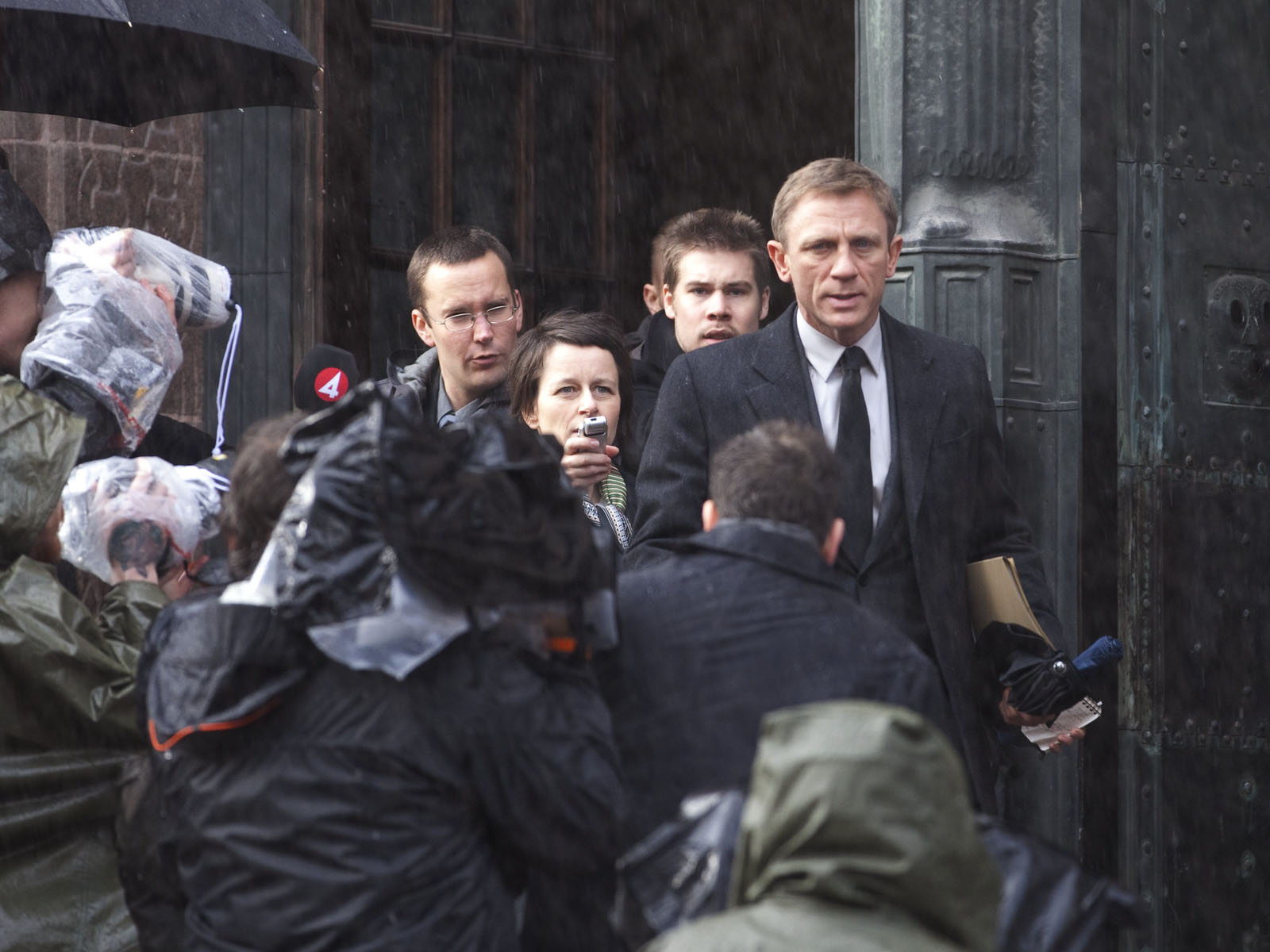
Craig en 2011 en Estocolmo, durante el rodaje de The Girl with the Dragon Tattoo.

Protagoniza junto con la actriz Rooney Mara la adaptación cinematográfica de la primera novela de la Saga Millennium titulada The Girl with the Dragon Tattoo (2011), con una interpretación destacable que aumentó su expectación frente la crítica por su papel de Mikael Blomkvist, interpretando a un periodista de investigación que destapa a corruptos y abusos de poder, divorciado y padre de una hija, coleccionador de amantes, pero fiel a sus convicciones y leal a sus amistades.
Indiscutible ya que Craig debe su notoriedad especialmente por ser el sexto actor del cine en encarnar a James Bond en las adaptaciones oficiales de las películas producidas por Eon Productions, da continuidad a la saga interpretando dos películas más Bondianas: Skyfall (2012) y Spectre (2015), recibidas positivamente por la crítica y siendo Craig elogiado por su actuación, alcanzando ser las películas más taquilleras y con más recaudación de la franquicia.
Intervino en un cameo interpretando a un Stormtrooper para una escena de la película dirigida por J. J. Abrams; Star Wars: Episodio VII - El despertar de la Fuerza. La secuencia en la que interviene, es la que muestra a Rey, interpretado por la actriz Daisy Ridley, capturada, intentando escapar y ordenando, a través de la fuerza, a Stormtrooper JB-007 que la libere, que le deje la puerta abierta y suelte su bláster, determinante para la huida de la heroína.
Concretamente, Craig interpretó al Stormtrooper JB-007, en alusión anecdótica a las siglas James Bond, agente 007.

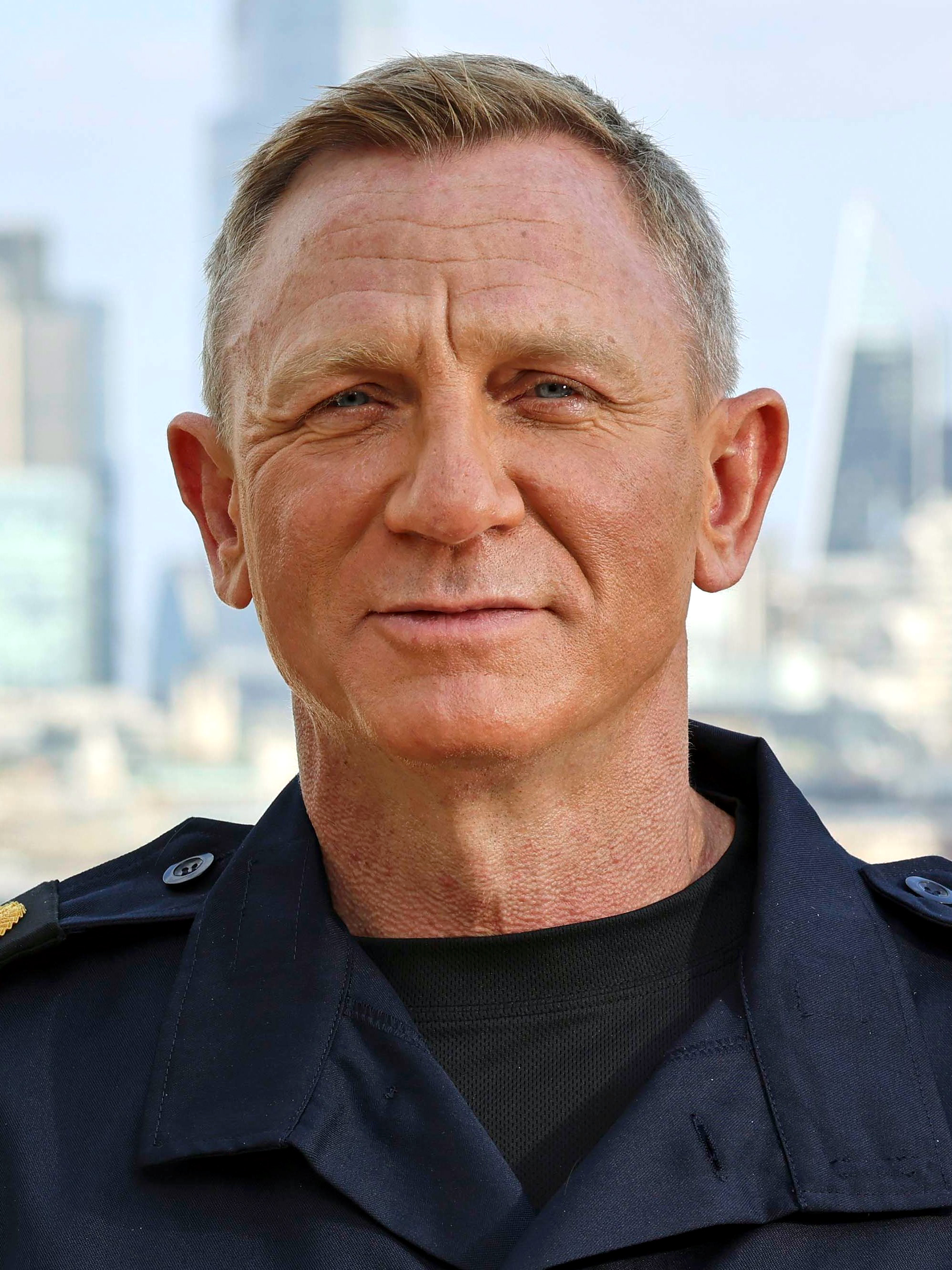
Craig en 2021.

Su actuación en películas de éxito internacional, y con ellas, el caché obtenido, no es suficiente razón para que Craig abandone los escenarios de los teatros: en 2009 interviene en la obra A Steady Rain, compartiendo cartel protagonista con Hugh Jackman en el Schoenfeld Theatre de Broadway; en 2013 encabeza el cartel de la obra de teatro Betrayal, de Harold Pinter, de nuevo en Broadway, en el teatro Ethel Barrymore, junto con Rachel Weisz y Rafe Spall; y en 2016 interpreta a Yago en la obra de teatro Othello de William Shakespeare junto con David Oyelowo en el New York Theatre Workshop.

## Sus papeles

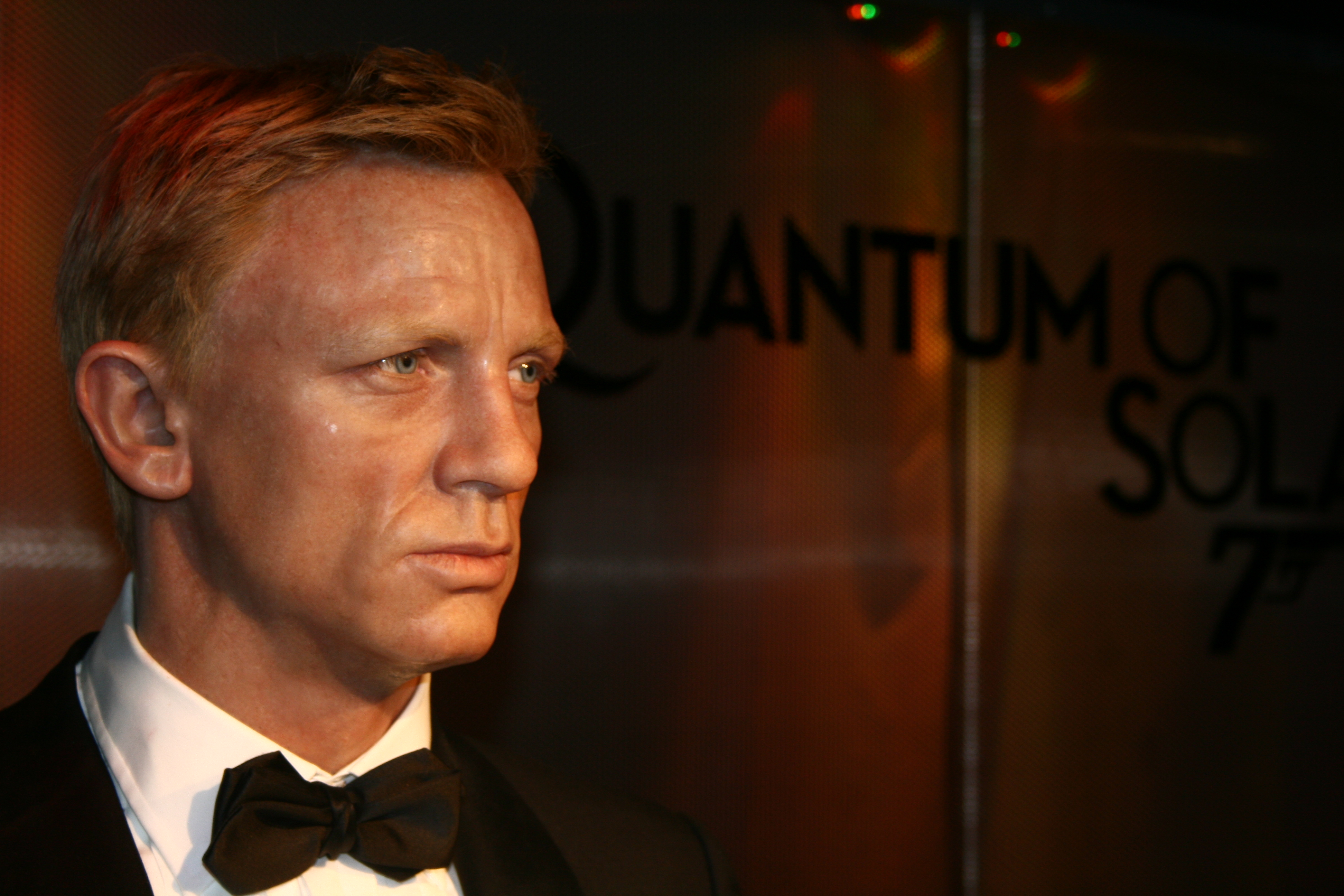
Estatua de cera de Craig, en el Museo Madame Tussaud de Londres, expuesta desde el mes de agosto de 2015.

### James Bond
Tras decenas de especulaciones y años de búsqueda, el 14 de octubre de 2005 las productoras Eon Productions y Sony Pictures, anunciaron el contrato firmado con Daniel Craig para retratar a James Bond. Previamente, a principios de ese año, Craig ya había sido nombrado por los diferentes medios de comunicación como un posible candidato, con un contrato de cuatro películas con un valor de 15 millones de libras, sin embargo, esta noticia fue refutada por la British Broadcasting Corporation tras un informe oficial de Eon Productions.
Entre los actores que sonaban como el sexto Bond, figuraban Clive Owen, Jude Law, Colin Farrell y Dougray Scott, pero Daniel, fue el elegido por los productores, según la prensa británica.
Al principio, el actor no tenía nada claro si le convenía encarnar a James Bond o no. En un primer momento rechazó el papel porque no se le permitía leer el guion, así que el anterior 007, Pierce Brosnan, convenció a Craig para que aceptara.
Con sólo 1,78 metros de altura, ojos azules, rubio y con interpretación oscura, Craig no fue considerado apto a la altura de Bond para algunos manifestantes, lo que chocaba con los espectadores no acostumbrados a este nuevo Bond. Se originó una controversia inicial significativa respecto a la decisión, ya que se dudaba de que los productores hubieran tomado la decisión correcta, lo que llevó a algunas minorías insatisfechas a realizar campañas en las redes de internet y a expresar el boicoteo de la película en modo de protesta, durante el período de producción de la primera película de Craig como Bond.
A pesar de que la elección de Craig fue polémica, numerosos actores expresaron públicamente su apoyo, en particular, cuatro de los cinco actores oficiales que anteriormente habían retratado a Bond —Sean Connery, Roger Moore, Timothy Dalton y Pierce Brosnan— afirmando que era buena decisión. También expresaron su aprobación, el actor George Lazenby y Clive Owen.

Cuando se anunció que daría vida a Bond, las reacciones fueron dispares y terribles. Incluso recibí amenazas de muerte. Fue difícil. Cuando se hizo oficial yo ya llevaba seis semanas rodando Casino Royale en Bahamas, y entonces mi agente me llamó y me dijo: «Deberías echar un ojo a internet». Y al hacerlo, comprobé que las reacciones eran de verdadero odio. Y pensé, ¿qué puedo hacer? Me di cuenta de que la única respuesta que podía dar era hacer una gran película.
Daniel Craig, noviembre 2015

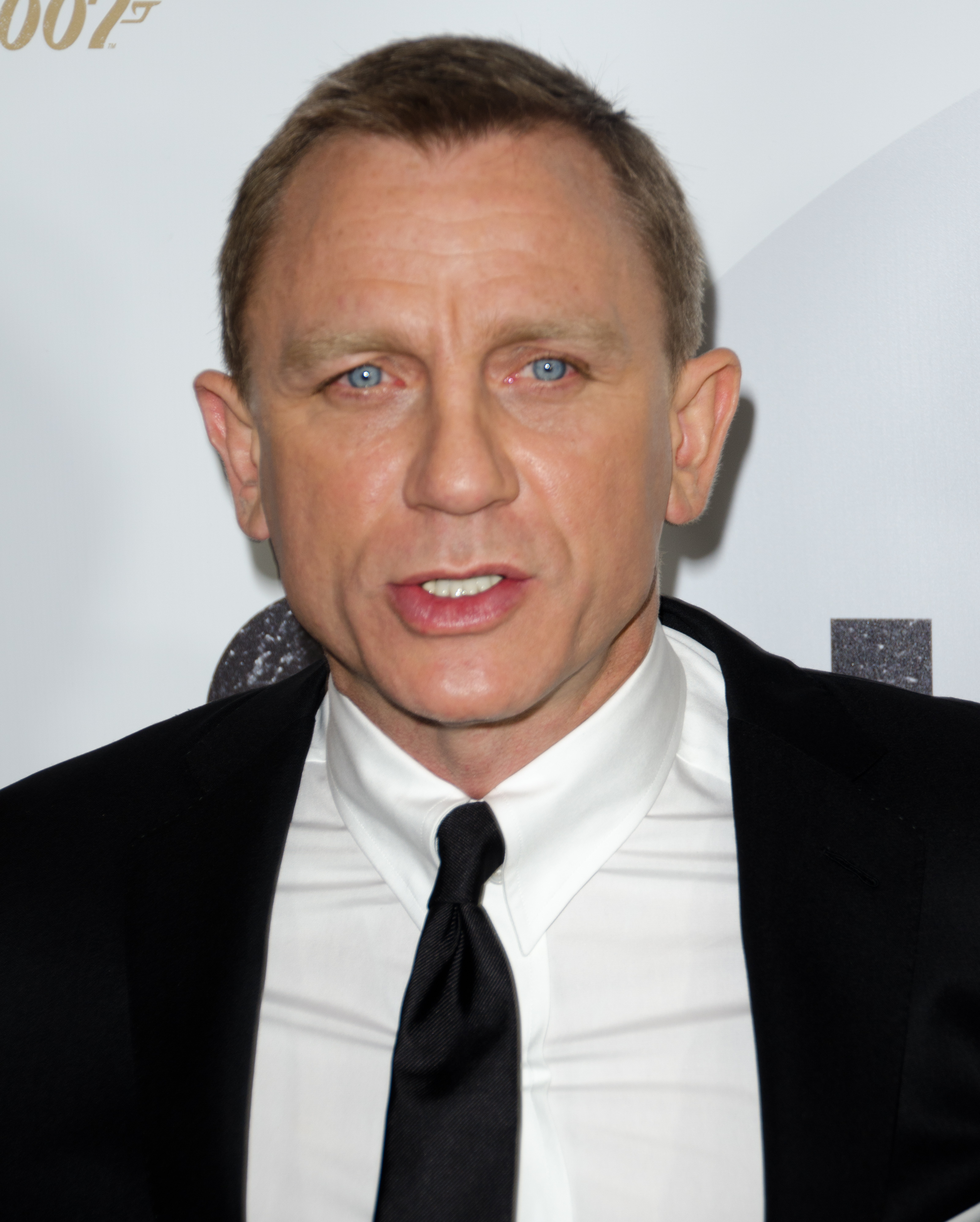
Daniel Craig en el estreno australiano de Skyfall en Sídney, en el año 2012.

Tras ser anunciado como el sexto Bond, Daniel declaró que «soy consciente de los desafíos» de la franquicia, que consideró «una gran máquina que hace un montón de dinero», y apuntó a lograr más «profundidad emocional» al personaje.
Craig nacido en el año 1968, es el primer actor en interpretar a James Bond nacido después de que la franquicia fílmica diera comienzo en 1962, de hecho, nació cuando se había estrenado la quinta entrega de Connery; el primer Bond después de la muerte de Ian Fleming, el escritor de las novelas; el primer Bond de color de cabello rubio; el Bond más musculoso; y el segundo Bond —tras Moore— de origen inglés, de la franquicia.
Craig ha descrito su papel de Bond como un antihéroe, ya que en el fondo, es un asesino: «Soy yo el bueno, o simplemente un mal tipo que trabaja para el lado bueno.» Ha declarado que su agente Bond favorito anterior a él es Sean Connery, pero dice: «Yo nunca haría una copia de otra persona. Yo nunca haría una imitación de cualquier otra persona o tratar de mejorar lo que hicieron. Eso sería un ejercicio inútil para mí».
Su película favorita de Bond es Desde Rusia con amor (1963).
Connery divulgó sus pensamientos en una entrevista sobre la fundición de Craig como Bond, a quien describió como «fantástico, maravilloso», y cuando le dijeron que Craig había tomado nota en particular de sus actuaciones, Connery declaró que estaba halagado y que Craig realmente consigue el «elemento de peligro» para el personaje de Bond.
Craig ha remarcado que Bond es «... en realidad un misógino... Muchas mujeres se sienten atraídas por él, principalmente porque él encarna un cierto tipo de peligro y nunca se queda cerca mucho tiempo».
Craig se preparó físicamente con la elección de ser el nuevo Bond, para meterse de lleno en el papel. Tras firmar el contrato con la franquicia, inició un entrenamiento con Simon Waterson de seis meses que trasformó completamente su cuerpo, ganando veinticinco centímetros de muslo y pecho, y luego, la mantuvo con una dieta científicamente controlada.

Siendo ex militar, creo que estuve excepcionalmente situado para comprender la disciplina, fuerza mental y resistencia que se necesita para entrenar y convertirse en el súper espía del cine, James Bond. Por suerte, Dan (Daniel Craig) no fue un holgazán cuando se trató de entrenar, así que creé un programa que tenía diversidad y que encajaría en el papel de Bond, presionándolo hasta el límite y más allá, como lo exige el personaje. Dan me había hablado de sus metas, y estaba determinado a enfocarse por completo. No dejamos nada atrás en términos de desarrollar velocidad, fuerza, resistencia y una mentalidad ingeniosa y enfocada.
Simon Waterson, revista GQ, 2011.

Así como también se instruyó en el mundo de la lucha, buscando un estilo de peleas práctico, marca registrada del Bond de Daniel Craig, realizado un retroceso a la versión original de Ian Fleming, pero lo suficientemente moderno como para seguir el paso del ambiente actual de combate en el cine.
En Casino Royale, Craig realiza la llave de artes marciales llamada mataleón al villano Steven Obanno y en Quantum of Solance demuestra técnicas de eskrima, artes marciales filipinas, así como demuestra en todas las películas técnicas de defensa personal y técnicas Krav magá de defensa israelí, entre otras. Para ayudar a prepararse, Craig trabajó con Darren Levine y con el instructor de artes marciales Roger Yuan.

No trabajé con Daniel en términos de ponerse en forma. Lo que hice con él fue mucho yoga para relajarlo, muchos movimientos enfocados en boxeo, kick boxing, codos y rodillas de muay thai, básicamente cualquier tipo de movimientos de artes marciales. Al mismo tiempo, la manera en la que interpreta a Bond es mucho más física, inteligente de peleas callejeras en comparación con un artista marcial elegante. Así que la manera en la que le sostenía las manoplas y le lanzaba golpes era más como de boxeador, como alguien que es muy bueno, reactivo y tiene las habilidades de artes marciales, pero no está acostumbrado a un estilo en particular. Esto lo acerca a lo que hace Bond. Puede ser nada y todo. Bond es sensato, efectivo, feroz y letal. Necesita cumplir con el trabajo.
Roger Yuan, revista Gear Patrol, 2014.

El ímpetu que Craig pone en grabar escenas de acción le valió por diversas lesiones que tuvo en varios accidentes durante la grabación de las películas; en el rodaje de Quantum of Solace hubo un par de caídas y golpes que causaron un corte en la cara y otro en un dedo de Craig, incluso por el corte en la cara tuvieron que realizarle una operación de cirugía estética, también se hizo daño en una muñeca y en la cabeza y al final de la grabación se sometió a una operación de clavícula que le obligó a asistir al estreno con el brazo en cabestrillo; durante el rodaje de Skyfall se dañó el músculo de la pierna; en Spectre sufrió una conmoción cerebral en la cabeza cuando el Aston Martin topó con un bache en una persecución en Roma y sufrió un esguince en la rodilla cuando filmaba una escena de acción en los Alpes austríacos por la que tuvo que someterse a cirugía artroscópica.
La primera película de Craig como Bond, Casino Royale, se estrenó mundialmente el 14 de noviembre de 2006, y recaudó un total de 594.239.066 millones de dólares en todo el mundo, lo que la convirtió en la película de la franquicia Bond más taquillera —hasta el lanzamiento de Skyfall—.
Después del estreno, la actuación de Craig fue muy aclamada.
Por su interpretación, fue nominado al premio BAFTA —el equivalente británico del Óscar— en la categoría de mejor actor en un papel protagonista, logrando así lo que ninguno de los otros actores habían conseguido antes encarnando al personaje, en los 44 años de historia de la franquicia.
Craig, de 38 años, logró desafiar a los críticos y fanáticos más tradicionales de Bond, que lo consideraban «tosco» para el personaje, y consiguió ser elogiado por su papel protagonista. Comparado con el estilo clásico de sus antecesores, Craig interpreta a un Bond mucho más rudo y frío, menos formal y menos dado a las conductas de etiqueta; mucho más proclive a mostrar escenas crudas y de agilidad casi sobrehumana que, paradójicamente, se contraponen con una visión más humana y real de la clase de persona que podría ser un agente de este tipo. Su interpretación también es menos carismática y galante que las interpretaciones de quienes lo han precedido.
En Casino Royale se muestra un Bond rubio, pero Craig supo hacerse al papel, se adapta a los nuevos tiempos con un poco de sadomasoquismo y el acierto de saber convertir en el objeto sexual que emerge de las aguas a él mismo, en vez de Ursula Andress o a Halle Berry.
En este sentido, Craig declaró para la revista Parade:

The question I keep asking myself while playing the role is, ‘Am I the good guy or just a bad guy who works for the good side?’” he says. “Bond’s role, after all, is that of an assassin when you come down to it. I have never played a role in which someone’s dark side shouldn’t be explored. I don’t think it should be confusing by the end of the movie, but during the movie you should be questioning who he is.
La pregunta que continuamente me hago mientras interpreto el papel es, “¿soy el bueno o sólo un malo que trabaja para los buenos?“ dijo. “El papel de Bond, después de todo, se puede reducir al de un asesino básicamente. Nunca he interpretado un papel en el que el lado oscuro de una persona no deba ser explorado. No creo que deba ser confuso para la conclusión final de la película, pero durante la misma, debe hacer que te preguntes quién es él realmente“.
—Daniel Craig, Londres, 2010.

Tras el éxito Casino Royale, los productores Michael G. Wilson y Barbara Broccoli, anunciaron oficialmente que en 2006 se estrenaría la secuela titulada Quantum of Solace
El 25 de octubre de 2007, la Metro-Goldwyn-Mayer reveló en una conferencia que Craig había firmado para hacer cuatro más películas de Bond.
Quantum of Solace traicionó las buenas sensaciones que había dado la nueva etapa Bond de Daniel inaugurada con la película anterior, volviendo a los tips originales, al típico montaje y al intentar homenajear a Goldfinger. Aun así, tan solo dos semanas después de su estreno mundial, logró convertirse en la película más taquillera de las 22 de la saga.
El 8 de septiembre de 2012, los productores de Bond anunciaron que Craig había firmado para dos películas más de Bond futuras, lo que significa que protagonizará al Agente 007 en al menos cinco películas, convirtiéndose en el tercer Bond con más años de servicio, después de Roger Moore quien protagonizó siete películas, y Sean Connery quien protagonizó otras siete.

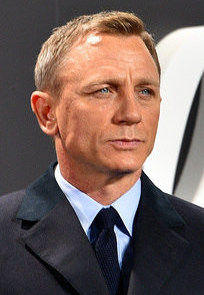
Craig en el estreno de Spectre en Berlín en 2015.

El plan inicial de la tercera película de Craig como Bond, la número 23 de la serie global, titulada Skyfall, era lanzar la película a mediados de abril de 2010, pero esta se retrasó debido a problemas financieros con MGM, y fue finalmente lanzada el 23 de octubre de 2012, como parte de la celebración del 50 aniversario de la película Dr. No.
Skyfall fue un rotundo éxito de crítica y público; diversos críticos consideraron este filme el mejor de toda la franquicia, como la crítica del periódico The Sunday Times, que publicó que Skyfall es una película que «sacude y agita al público a lo largo de sus 140 minutos» y también señala que esta tercera actuación de Daniel Craig como el agente británico es la mejor hasta el momento. Las críticas del Sunday Mirror otorgan a la película cinco estrellas e indica que la franquicia se ha actualizado incluyendo en su trama temas como el terrorismo cibernético; y el rotativo The Sunday Telegraph, afirma que la película será un «hit estratosférico». No es fácil conseguir lo que logra esta película y ajustarse tan bien a lo que se espera de ella, ya que presenta a un Bond depresivo, destruido, un descenso a las cuevas en alegato a un útero materno, aparece la homosexualidad con Javier Bardem y la auténtica chica Bond resulta ser M. Cada una de sus escenas supone a la vez una relectura, un final y un nuevo comienzo del mito Bond.
El filme recaudó mil cien millones de dólares en todo el mundo, siendo la película de Bond más taquillero de la historia de la franquicia, y de Reino Unido.
La cuarta película del Bond de Craig, coproducida también por Craig, titulada Spectre, comenzó a filmarse en diciembre de 2014 y fue lanzada el 26 de octubre de 2015. En sus dos primeras semanas en pantalla, la película había recaudado un total de 300 millones de dólares en todo el mundo.
Craig en este cuarto film, sigue interpretado a un Bond en un papel más terrenal y vulnerable que sus predecesores.
Skyfall y Spectre pasaron a ser las películas más taquilleras y con más recaudación de la franquicia, y ambas forman parte de las películas con mayor recaudación de la historia cinematográfica internacional. Daniel Craig ha pasado a ser apodado James Bond del siglo XXI.
Craig volvió a interpretar al superagente por quinta vez consecutiva. La película se estrenó el 30 de septiembre de 2021 en el Reino Unido a través de Universal Pictures International. Y luego, el 8 de octubre en los Estados Unidos, a través de MGM, mediante United Artists Releasing.
 Metro Goldwyn Mayer y EON Productions fueron las encargadas de confirmar la nueva entrega de James Bond, que fue la 25.ª desde que comenzase en 1962 con Sean Connery.
Craig se ha alejado en sus interpretaciones de ese perfil tan caballeroso que sí aportara al papel el propio Connery o Pierce Brosnan. En las cuatro entregas en las que ha participado ha adoptado un perfil más rudo y físico: el James Bond más musculoso de la historia.

Las películas de Bond viven o mueren por su popularidad. Te fuerzan a que te importe lo que la gente piensa. Y estoy involucrado en un nivel muy profundo. Lo tengo en mi mente todo el tiempo: si no hace dinero, estamos en un embrollo. Así que existe ese tipo de presión, que es enemiga de cualquier forma de arte, de actuar especialmente.
Daniel Craig, revista Esquire, octubre 2012.

| Papel                        | Título                | Fecha estreno            | Director        | Sueldo                  | Presupuesto                  | Recaudación                 | Chica Bond                                                                   | Enemigo / Antagonista                                                                                           |
| ---------------------------- | --------------------- | ------------------------ | --------------- | ----------------------- | ---------------------------- | --------------------------- | ---------------------------------------------------------------------------- | --- |
| Daniel Craig como James Bond | Casino Royale         | 14 de noviembre de 2006  | Martin Campbell | 3,4 millones de dólares | 150 millones de dólares      | 599 millones de dólares     | - Eva Green como Vesper Lynd - Caterina Murino como Solange Dimitrios        | - Mads Mikkelsen como Le Chiffre                                                                                |
| Daniel Craig como James Bond | Quantum of Solace     | 31 de octubre de 2008    | Marc Forster    | 8,9 millones de dólares | 200 millones de dólares      | 586,1 millones de dólares   | - Olga Kurylenko como Camille Montes - Gemma Arterton como Strawberry Fields | - Mathieu Amalric como Dominic Greene                                                                           |
| Daniel Craig como James Bond | Skyfall               | 26 de octubre de 2012    | Sam Mendes      | 17 millones de dólares  | 200 millones de dólares      | 1.108,3 millones de dólares | - Bérénice Marlohe como Severine                                             | - Javier Bardem como Raoul Silva                                                                                |
| Daniel Craig como James Bond | Spectre               | 6 de noviembre de 2015   | Sam Mendes      | 39 millones de dólares  | 250 millones de dólares      | 865 millones de dólares     | - Léa Seydoux como Madeleine Swann - Monica Bellucci como Lucia Sciarra      | - Christoph Waltz como Ernst Stavro Blofeld / Franz Oberhauser - SPECTRE Organización - Dave Bautista como Hinx |
| Daniel Craig como James Bond | Sin tiempo para morir | 30 de septiembre de 2021 | Cary Fukunaga   | TBA                     | $300 millones de dólares 000 | $774 millones de dólares    | - Léa Seydoux como Madeleine Swann - Ana de Armas como Paloma                | - Rami Malek como Safin - Christoph Waltz como Ernst Stavro Blofeld / Franz Oberhauser - SPECTRE Organización   |
|                              |                       |                          |                 |                         |                              |                             |                                                                              | |

Luego de filmar "Sin tiempo para morir" Daniel Craig ha externado su renuncia al papel de James Bond. Esto también llevó a la creación del documental: La Historia de Daniel Craig Como 007 «Being James Bond». En este documental disfrutaremos de una retrospectiva especial de 45 minutos. En la cual Daniel Craig reflexiona con sinceridad sobre su aventura, de 15 años, encarnando al mítico personaje del agente 007 – James Bond. A su vez, observaremos imágenes de archivo nunca antes vistas de Casino Royale. Y un adelanto de la película # 25 de la franquicia: “Sin tiempo para morir” (2021).

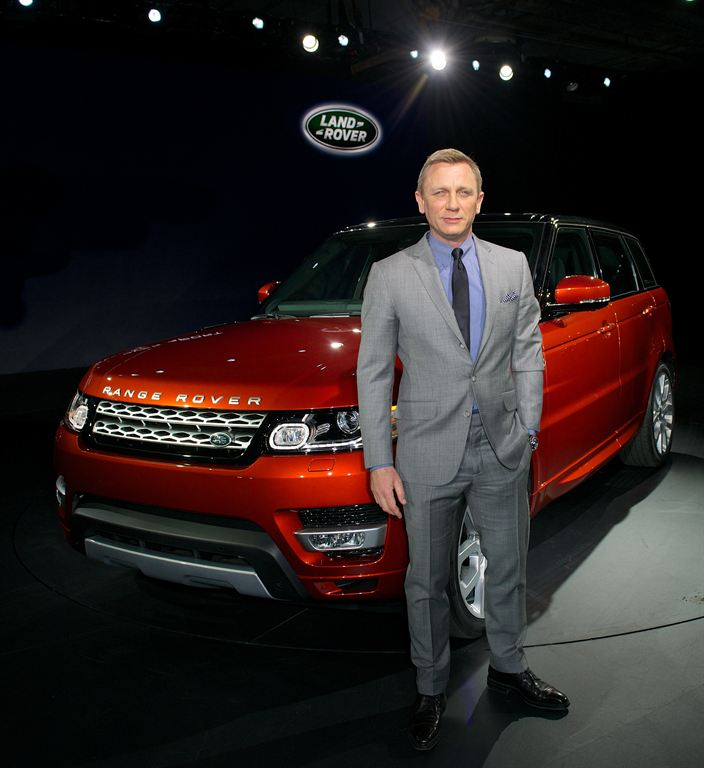
Daniel Craig en la inauguración del Range Rover Sport, en Nueva York, en el año 2013.

Tras interpretar el personaje de James Bond, Daniel Craig prestó su caracterizada imagen y su voz en off para los videojuegos basados en las películas homónimas. Estos, siguen la historia de las mismas, con partes relacionadas con las predecesoras.
Son juegos para la Wii, Xbox 360, PlayStation 3, Nintendo DS, y Microsoft Windows.
El juego 007: Quantum of Solace (2008); la nueva adaptación del juego GoldenEye 007 (1997) titulado GoldenEye 007; James Bond 007: Blood Stone (2010); GoldenEye 007: Reloaded (2011); y la nueva adaptación de 007 Legends (2012).
Más allá de su desempeño cinematográfico y de los videojuegos, Daniel Craig también actuó como James Bond de una manera muy inusual durante un cortometraje de ficción rodado junto Isabel II, reina de Inglaterra el 27 de julio de 2012, durante la ceremonia de apertura de los Juegos Olímpicos de Londres, protagonizando ambos un simpático filme, en el que el Bond de Craig, aparece escoltando a la auténtica Reina Isabel II.
El cortometraje, titulado Happy and glorius (Felices y gloriosos) —el título hace referencia a uno de los versos de la letra del himno nacional del Reino Unido—, se inicia con Bond entrando al Palacio de Buckingham. Ingresa en el palacio, y al llegar a los aposentos reales de la reina, esta se encuentra sentada en su escritorio. Justo al dar las ocho y media en punto, la reina voltea y saluda diciendo Good evening, Mr Bond! (¡Buenas noches, Sr. Bond!), con lo que se hace alusión a la puntualidad inglesa. Después Bond escoltó a la Reina Isabel II fuera del edificio hasta un helicóptero, que voló por Londres hasta el estadio. Al final de la película, Bond y la reina saltaron del helicóptero mientras se escucha el tema musical clásico de las películas de la saga Bond. Esta escena se entremezcló con imágenes en vivo de actores interpretándolos, que se lanzaron en paracaídas desde un helicóptero sobre el estadio.
| Predecesor: Pierce Brosnan 1995 — 2002 | Actor James Bond 2006 — 2021 | Sucesor: Aaron Taylor-Johnson 2024 — |

## Filmografía completa

### Actor

#### Cine
| Cine               | Cine                                                            | Cine                                                                    | Cine                                                                    | Cine                                                                    | Cine                |
| Año                | Título                                                          | Título                                                                  | Título                                                                  | Papel                                                                   | Director            |
| Año                | Título original                                                 | Título en España                                                        | Título en Hispanoamérica                                                | Papel                                                                   | Director            |
| ------------------ | --------------------------------------------------------------- | ----------------------------------------------------------------------- | ----------------------------------------------------------------------- | ----------------------------------------------------------------------- | ------------------- |
| 1992               | The Power of One                                                | La fuerza de uno                                                        | La fuerza de uno                                                        | Sargento Jaapie Botha                                                   | John G. Avildsen    |
| 1995               | A Kid in King Arthur's Court (película de Walt Disney Pictures) | Aventuras en la corte del Rey Arturo (película de Walt Disney Pictures) | Aventuras en la corte del Rey Arturo (película de Walt Disney Pictures) | Maestro Kane                                                            | Michael Gottlieb    |
| 1997               | Besessene Seelen                                                | Obsession                                                               | Obsesión                                                                | John McHale                                                             | Peter Sehr          |
| 1998               | Love and Rage                                                   | Amor y odio                                                             | Amor y odio                                                             | James Lynchehaun                                                        | Cathal Black        |
| 1998               | Elizabeth                                                       | Elizabeth                                                               | Elizabeth                                                               | John Ballard                                                            | Shekhar Kapur       |
| 1999               | The Trench                                                      | La Trinchera                                                            | La Trinchera                                                            | Sargento Telford Winter                                                 | William Boyd        |
| 2000               | Some Voices                                                     | Algunas voces                                                           | Algunas voces                                                           | Ray                                                                     | Simon Cellan-Jones  |
| 2000               | Hotel Splendide                                                 | Hotel Splendide                                                         | Hotel Splendide                                                         | Ronald Blanche                                                          | Terence Gross       |
| 2000               | I Dreamed of Africa                                             | Soñé con África                                                         | Soñé con África                                                         | Declan Fielding                                                         | Hugh Hudson         |
| 2001               | Lara Croft: Tomb Raider                                         | Tomb Raider                                                             | Tomb Raider                                                             | Alex West                                                               | Simon West          |
| 2002               | Ten Minutes Older: The Cello (Parte: Addicted to the stars)     | Ten Minutes Older: The Cello (Parte: Addicted to the stars)             | Ten Minutes Older: The Cello (Parte: Addicted to the stars)             | Cecil Thomas                                                            | Michael Radford     |
| 2002               | Road to Perdition                                               | Camino a la perdición                                                   | Camino a la perdición                                                   | Connor Rooney                                                           | Sam Mendes          |
| 2003               | Sylvia                                                          | Sylvia                                                                  | Sylvia                                                                  | Ted Hughes                                                              | Christine Jeffs     |
| 2003               | The Mother                                                      | Pecado familiar                                                         | Pecado familiar                                                         | Darren                                                                  | Roger Michell       |
| 2004               | Layer Cake                                                      | Crimen organizado                                                       | Nada es lo que parece                                                   | XXX                                                                     | Matthew Vaughn      |
| 2004               | Enduring Love                                                   | El intruso                                                              | Amor perdurable                                                         | Joe                                                                     | Roger Michell       |
| 2005               | The Jacket                                                      | The Jacket                                                              | Regresiones de un muerto                                                | Rudy Mackenzie                                                          | John Maybury        |
| 2005               | Sorstalanság                                                    | Campos de Esperanza                                                     | Campos de Esperanza                                                     | Soldado americano                                                       | Lajos Koltai        |
| 2005               | Múnich                                                          | Múnich                                                                  | Múnich                                                                  | Steve                                                                   | Steven Spielberg    |
| 2006               | Renaissance                                                     | Renacimiento                                                            | Renacimiento                                                            | Barthélémy Karas (Voz)                                                  | Christian Volckman  |
| 2006               | Infamous                                                        | Historia de un crimen                                                   | Infame                                                                  | Perry Smith                                                             | Douglas McGrath     |
| 2006               | Casino Royale                                                   | Casino Royale                                                           | 007: Casino Royale                                                      | James Bond                                                              | Martin Campbell     |
| 2007               | The Invasion                                                    | Invasión                                                                | Invasores                                                               | Ben Driscoll                                                            | Oliver Hirschbiegel |
| 2007               | The Golden Compass                                              | La brújula dorada                                                       | La brújula dorada                                                       | Lord Asriel                                                             | Chris Weitz         |
| 2008               | Flashbacks of a Fool                                            | Flashbacks of a Fool                                                    | Recuerdos de un tonto                                                   | Joe Scot                                                                | Baillie Walsh       |
| 2008               | Quantum of Solace                                               | Quantum of Solace                                                       | 007: Quantum                                                            | James Bond                                                              | Marc Forster        |
| 2008               | Defiance                                                        | Resistencia                                                             | Desafío                                                                 | Tuvia Bielski                                                           | Edward Zwick        |
| 2011               | Cowboys & Aliens                                                | Cowboys & Aliens                                                        | Cowboys & Aliens                                                        | Jake Lonergan                                                           | Jon Favreau         |
| 2011               | Dream House                                                     | Detrás de las paredes                                                   | Detrás de las paredes                                                   | Will Atenton Peter Ward                                                 | Jim Sheridan        |
| 2011               | The Adventures of Tintin: The Secret of the Unicorn             | Las aventuras de Tintín: el secreto del Unicornio                       | Aventuras de Tintin                                                     | Ivan Ivanovitch Sakharine Rackham el Rojo (Voz y Captura de movimiento) | Steven Spielberg    |
| 2011               | The Girl with the Dragon Tattoo                                 | Millennium: los hombres que no amaban a las mujeres                     | La chica del dragón tatuado                                             | Mikael Blomkvist                                                        | David Fincher       |
| 2012               | Skyfall                                                         | Skyfall                                                                 | 007: Operación Skyfall                                                  | James Bond                                                              | Sam Mendes          |
| 2015               | Spectre                                                         | Spectre                                                                 | 007: Spectre                                                            | James Bond                                                              | Sam Mendes          |
| 2015               | Star Wars: Episode VII - The Force Awakens                      | Star Wars: Episodio VII - El despertar de la Fuerza                     | Star Wars: Episodio VII - El despertar de la Fuerza                     | Stormtrooper JB-007 (Sin acreditar)                                     | J. J. Abrams        |
| 2017               | Logan Lucky                                                     | La suerte de los Logan                                                  | La estafa de los Logan                                                  | Joe Bang                                                                | Steven Soderbergh   |
| 2017               | Kings                                                           | Kings                                                                   | Kings                                                                   | Obie Hardison                                                           | Deniz Gamze Ergüven |
| 2019               | Knives Out                                                      | Puñales por la espalda                                                  | Entre Navajas y Secretos                                                | Detective Benoit Blanc                                                  | Rian Johnson        |
| 2020               | Daniel Craig vs James Bond (Cortometraje)                       | Daniel Craig vs James Bond (Cortometraje)                               | Daniel Craig vs James Bond (Cortometraje)                               | James Bond                                                              | Miles Jay           |
| 2021               | No Time to Die                                                  | Sin tiempo para morir                                                   | Sin tiempo para morir                                                   | James Bond                                                              | Cary Fukunaga       |
| 2022               | Glass Onion: A Knives Out Mystery                               | Puñales por la espalda: El misterio de Glass Onion                      | Glass Onion: Un misterio de Knives Out                                  | Detective Benoit Blanc                                                  | Rian Johnson        |
| 2022               | The Creed of Violence                                           | The Creed of Violence                                                   | The Creed of Violence                                                   | Rawbone                                                                 | Todd Field          |
| 2024               | Queer                                                           | Queer                                                                   | Queer                                                                   | William Lee                                                             | Luca Guadagnino     |
| 2025               | Wake Up Dead Man: A Knives Out Mystery                          |                                                                         |                                                                         | Detective Benoit Blanc                                                  | Rian Johnson        |
| (Fuente: IMDb.com) |                                                                 |                                                                         |                                                                         |                                                                         |                     |
|                    |                                                                 |                                                                         |                                                                         |                                                                         |                     |

#### Televisión
| Televisión         | Televisión                                                                       | Televisión                                                                  | Televisión                       | Televisión                          | Televisión |
| Año                | Título                                                                           | Título                                                                      | Rol                              | País / Canal / Tipo                 |            |
| Año                | Título original                                                                  | Título en España                                                            | Rol                              | País / Canal / Tipo                 |            |
| ------------------ | -------------------------------------------------------------------------------- | --------------------------------------------------------------------------- | -------------------------------- | ----------------------------------- | ---------- |
| 1993               | Sharpe's Eagle (en)                                                              | —                                                                           | Teniente Berry                   | ITV - Serie                         |            |
| 1993               | Zorro * Episodios: "The Arrival" & "Death and Taxes"                             | Zorro * Episodios: "The Arrival" & "Death and Taxes"                        | Teniente Hidalgo                 | - Serie                             |            |
| 1993               | Drop the Dead Donkey * Episodio: "George and His Daughter"                       | —                                                                           | Fixx                             | Channel 4 - Serie                   |            |
| 1993               | The Young Indiana Jones Chronicles * Episodio: "Palestine, October 1917"         | Las aventuras del joven Indiana Jones * Episodio: "Palestine, October 1917" | Schiller                         | ABC - Serie                         |            |
| 1993               | Between the Lines                                                                | —                                                                           | Joe Rance                        | BBC One - Serie                     |            |
| 1993               | Heartbeat * Episodio: "A Chilly Reception"                                       | —                                                                           | Peter Begg                       | ITV1 - Serie                        |            |
| 1993               | Screen Two * Episodio: "Genghis Cohn"                                            | —                                                                           | Teniente Guth                    | BBC - Serie                         |            |
| 1996               | Our Friends in the North                                                         | —                                                                           | Geordie Peacock                  | BBC - Miniserie                     |            |
| 1996               | The Fortunes and Misfortunes of Moll Flanders                                    | —                                                                           | James "Jemmy" Seagrave           | ITV - Película                      |            |
| 1996               | Tales from the Crypt * Episodio: "Smoke Wrings"                                  | Tales from the Crypt * Episodio: "Smoke Wrings"                             | Barry                            | HBO - Serie                         |            |
| 1996               | Saint-Ex                                                                         | Saint-Ex                                                                    | Guillaumet                       | BBC - Película                      |            |
| 1996               | Kiss and Tell                                                                    | Kiss & Tell                                                                 | Matt Kearney                     | - Película                          |            |
| 1997               | The Hunger * Episodio: "Ménage à Trois"                                          | El Ansia * Episodio: "Ménage à Trois"                                       | Jerry Pritchard                  | Syfy - Serie The Movie Network      |            |
| 1997               | The Ice House                                                                    | —                                                                           | Andy McLoughlin                  | BBC - Película                      |            |
| 1998               | Love Is the Devil                                                                | El amor es el demonio                                                       | George Dyer                      | BBC - Película                      |            |
| 1999               | Shockers: The Visitor                                                            | —                                                                           | Richard                          | BBC - Película                      |            |
| 2001               | Sword of Honour                                                                  | —                                                                           | Guy Crouchback                   | BBC - Película                      |            |
| 2002               | Copenhagen                                                                       | —                                                                           | Werner Heisenberg                | BBC - Película                      |            |
| 2005               | Archangel                                                                        | —                                                                           | Christopher Kelso                | BBC - Película                      |            |
| 2011               | One Life                                                                         | —                                                                           | Narrador Voz en Off              | BBC Earth - Documental              |            |
| 2012, 2020         | Saturday Night Live * Episodios: "Daniel Craig/Muse" & "Daniel Craig/The Weeknd" | —                                                                           | Diferentes personajes James Bond | NBC - Serie                         |            |
| 2014               | Superheroes Unite for BBC Children in Need                                       | —                                                                           | Narrador Voz en Off              | BBC - Película                      |            |
| 2015               | Heineken's the Chase                                                             | —                                                                           | James Bond                       | BBC - Spot publicitario de Heineken |            |
| 2017               | Comrade Detective                                                                | —                                                                           | Father Anton Streza (Voz)        | - Serie                             |            |
| TBA                | Purity                                                                           | —                                                                           | Andreas Wolf                     | BBC - Serie                         |            |
| (Fuente: IMDb.com) |                                                                                  |                                                                             |                                  |                                     |            |
|                    |                                                                                  |                                                                             |                                  |                                     |            |

#### Videoclips
| Videoclips         | Videoclips            | Videoclips               | Videoclips        | Videoclips        | Videoclips |
| Año                | Título original       | Intérprete               | Trabajo           | Trabajo           | Notas |
| Año                | Título original       | Intérprete               | BSO               | Película          | Notas |
| ------------------ | --------------------- | ------------------------ | ----------------- | ----------------- | --- |
| 2006               | You Know My Name      | Chris Cornell            | Casino Royale     | Casino Royale     | |
| 2008               | Another Way to Die    | Jack White & Alicia Keys | Quantum of Solace | Quantum of Solace | - Premio Satellite a la Mejor canción original en 2008.                                                                                          |
| 2012               | Skyfall               | Adele                    | Skyfall           | Skyfall           | - Premio Óscar 2012, Mejor canción original. - Globo de Oro 2012, Mejor canción original. - Premio Grammy 2013, Mejor canción para medio visual. |
| 2015               | Writing's on the Wall | Sam Smith                | Spectre           | Spectre           | - Globo de Oro 2016, Mejor canción original. |
| (Fuente: IMDb.com) |                       |                          |                   |                   | |
|                    |                       |                          |                   |                   | |

#### Videojuegos
| 2008               | 007: Quantum of Solace         | James Bond |
| 2010               | GoldenEye 007                  | James Bond |
| 2010               | James Bond 007: Blood Stone    | James Bond |
| 2011               | GoldenEye 007: Reloaded        | James Bond |
| 2012               | 007 Legends                    | James Bond |
| 2015               | James Bond: World of Espionage | James Bond |
| (Fuente: IMDb.com) |                                |            |
|                    |                                |            |

### Productor y guionista
| Cine               | Cine                  | Cine                | Cine                       | Cine | Cine |
| Año                | Título original       | Rol                 | Notas                      |      |      |
| ------------------ | --------------------- | ------------------- | -------------------------- | ---- | ---- |
| 2008               | Flashbacks of a Fool  | Productor ejecutivo | También actor protagonista |      |      |
| 2008               | Quantum of Solace     | Guionista           | También actor protagonista |      |      |
| 2015               | Spectre               | Co-productor        | También actor protagonista |      |      |
| 2021               | Sin tiempo para morir | Co-productor        | También actor protagonista |      |      |
| TBA                | Purity                | Productor ejecutivo |                            |      |      |
| (Fuente: IMDb.com) |                       |                     |                            |      |      |
|                    |                       |                     |                            |      |      |

## Teatro
| Obras de teatro                                                                                            | Obras de teatro                                                                                            | Obras de teatro                                                                                            | Obras de teatro                                                                                            | Obras de teatro                                                                                            | Obras de teatro                                                                                            |
| La siguiente sección no constan todas las obras de teatro en las que ha participado el actor Daniel Craig. | La siguiente sección no constan todas las obras de teatro en las que ha participado el actor Daniel Craig. | La siguiente sección no constan todas las obras de teatro en las que ha participado el actor Daniel Craig. | La siguiente sección no constan todas las obras de teatro en las que ha participado el actor Daniel Craig. | La siguiente sección no constan todas las obras de teatro en las que ha participado el actor Daniel Craig. | La siguiente sección no constan todas las obras de teatro en las que ha participado el actor Daniel Craig. |
| Año | Título obra                                                                                                | Rol personaje                                                                                              | Teatro | Coprotagonista                                                                                             | |
| --- | --- | --- | --- | --- | --- |
| 2002 | A Number                                                                                                   | Bernard 1 Bernard 2 Michael Black                                                                          | Royal Court Theatre                                                                                        | Michael Gambon                                                                                             | |
| 2009 | A Steady Rain                                                                                              | Joey | Schoenfeld Theatre, Broadway                                                                               | Hugh Jackman                                                                                               | |
| 2013 | Betrayal                                                                                                   | Robert | Ethel Barrymore Theatre, Broadway                                                                          | Rachel Weisz Rafe Spall                                                                                    | |
| 2016 | Otelo | Yago | New York Theatre Workshop                                                                                  | David Oyelowo                                                                                              | |
| (Fuente: IMDb.com)                                                                                         | | | | | |
| | | | | | |